# Alcterogystia frater
Alcterogystia frater is een vlinder uit de familie van de houtboorders (Cossidae). De wetenschappelijke naam van deze soort is voor het eerst gepubliceerd in 1929 door Georg Warnecke.. De beschrijving was gebaseerd op basis van 2 mannetjes en een vrouwtje die waren gevangen op 2 maart 1928 nabij Sanaa op meer dan 2300 m hoogte. Deze type-exemplaren zijn in de Tweede Wereldoorlog vernietigd.
De soort komt voor in Saoedi-Arabië en Jemen.